# Extra jóvenes
Extra Jóvenes fue un programa de televisión chileno emitido de lunes a viernes por la estación Universidad de Chile Televisión (actual Chilevisión), en horario vespertino, entre marzo de 1986 y diciembre de 2001. Como el nombre indica, estaba dirigido al público juvenil. Su primera conductora fue Katherine Salosny.

## Historia
Inicialmente el programa fue más bien una sección del magazine femenino Extra, Mujeres, Extra (1985), conducido por María Graciela Gómez y la propia Katherine Salosny; pero a poco andar, y dado el éxito del segmento, cobró vida propia.
La parrilla incluía reportajes, entrevistas, concursos, videos musicales y presentación en vivo de artistas. En su apogeo estuvo dirigido por Fernando "Pelado" Lira. Algunos rostros de televisión que nacieron de la cantera de Extra jóvenes fueron: Katherine Salosny, Felipe Camiroaga, Felipe Izquierdo, Claudia Conserva, Juan Carlos "Pollo" Valdivia, Marcelo Comparini, Paola Camaggi, Hernán Hevia, Verónica Calabi, José Miguel Villouta, Sergio Lagos, Julián Elfenbein, Carolina Brethauer, Soledad Onetto, Daniel "Huevo" Fuenzalida, Jessica Abudinen, Paola Martin, Francisca Toro, Martín Cárcamo, Daniel Valenzuela, Paloma Aliaga, Rayén Araya, Marcelo Arismendi y Gonzalo Feito.
Además, destacados profesionales fueron en su juventud panelistas del programa, entre ellos Daniel Olave (periodista y crítico de cine), Oscar López Sandoval (médico veterinario y profesor universitario; actualmente director de la Escuela de Medicina Veterinaria en Universidad Santo Tomás), Hernán Rodríguez Matte (escritor y guionista) y Pablo Illanes (guionista y realizador cinematográfico).